# Thamnopteris grevillii
Thamnopteris grevillii là một loài dương xỉ trong họ Aspleniaceae. Loài này được Wall. ex Hook. & Grev. T. Moore mô tả khoa học đầu tiên năm 1857.